# Estado Livre Irlandês
O Estado Livre Irlandês (em irlandês: Saorstát Éireann ou em inglês: Irish Free State) era o estado que abrangia 26 dos 32 condados da Irlanda que foram separados do Reino Unido da Grã-Bretanha e Irlanda sob o Tratado Anglo-Irlandês, assinado pelos representantes da república irlandesa e britânicos em Londres no dia 6 de Dezembro de 1921. O Estado Livre Irlandês substituiu dois co-existentes, mas nominalmente estados rivais: a de jure Irlanda do Sul, que tinha sido criada pelo Ato do Governo da Irlanda de 1920 e que, desde janeiro de 1922, tinha sido governado pelo Governo Provisório de Michael Collins; e a de facto República Irlandesa do presidente da Dáil Éireann, Arthur Griffith, que foi criada por Daíl Éireann em 1919. Em agosto de 1922, ambos os estados em vigor se fundiram com a morte de seus líderes, e os dois postos foram assumidos simultaneamente por W. T. Cosgrave.
Em 1937 é aprovada a nova Constituição da Irlanda e o país se tornou oficialmente uma República.